# Фрезен, Адольф
Адольф Клеман Фрезен (фр. Adolphe Clement Frezin; 28 декабря 1906, Лессин, Бельгия — 5 апреля 1978, Санта-Барбара, США) — бельгийский и американский виолончелист.
Окончил с отличием Брюссельскую консерваторию. Играл в составе Брюссельского струнного трио (с Эдмоном Буке и Франсуа Бросом) и Квартета королевы, в 1928—1932 гг. записал в США ряд небольших пьес Давида Поппера, Бенжамена Годара, Фернана Гуйенса и др. В 1935 г. в составе Брюссельского струнного трио организовал серию камерных концертов в рамках Всемирной выставки в Брюсселе.
Во время Второй мировой войны перебрался в США. В 1948—1953 гг. виолончелист Квартета Паганини, в составе коллектива осуществил ряд записей, в том числе фортепианный квинтет Роберта Шумана (1949, с Артуром Рубинштейном). В США начал также пробовать себя как дирижёр, 12 декабря 1953 года дирижировал первым концертом новосозданного Симфонического оркестра Санта-Барбары. Затем играл в нью-йоркском оркестре Symphony of the Air, в 1955 г. участвовал в гастролях оркестра в Японии. В 1958—1959 гг. концертмейстер виолончелей Лос-Анджелесского филармонического оркестра. В 1959—1961 гг. концертмейстер виолончелей в Кливлендском оркестре под руководством Джорджа Селла. Продолжал выступать с сольными концертами, «Нью-Йорк Таймс» отмечала живую реакцию публики на его игру. В 1966 г. записал сонаты Сезара Франка, Эжена Изаи и Клода Дебюсси.